# Otočić Greben
Otočić Greben är en ö i Kroatien.   Den ligger i länet Dalmatien, i den södra delen av landet, 300 km söder om huvudstaden Zagreb.